# Commandos
A Commandos egy lopakodós stílusú, valós idejű taktikai játéksorozat, mely Microsoft Windowsra, valamint Mac OS X-re készült. Cselekményük a második világháborúban játszódik és valós történelmi eseményeken alapul (bár nem mindig pontosan). A sorozatot a spanyol Pyro Studios készíti és az Eidos Interactive forgalmazza.

## Szereplők
A sorozatban szereplő hét kommandós:

### „Butcher” (Mészáros) – „Green Beret” (Zöldsapkás)
- Valódi neve: Jack O'Hara
- Születés ideje: 1909. október 10.
- Születés helye: Írország, Dublin

Jack egy ír származású, nehézsúlyú ökölvívó bajnok volt a seregben 1934-től 1937-ig, de 1938-ban a katonai bíróság 14 év kényszermunkára ítélte, miután megütött egy tisztet. Mikor csatlakozott a kommandóhoz, a büntetését felfüggesztették. A Vaagsö-szigeti akció után őrmesterré léptették elő, miután az akció közben találatot kapott a karjába és elszakadt az egységétől (muníció nélkül), de ennek ellenére behatolt egy bunkerbe, ahol 16 ellenséges katonát ölt meg, mielőtt visszatért a Szövetséges vonalak mögé.
Karaktere: A zöldsapkás egy különösen erőszakos személy, aki komoly fegyelmi gondokkal küzd. A felettesei számára kemény dió… de az ellenség számára igazi rémálom. Ő vezeti a különítményt, és látszólag jó viszonyt ápol bajtársaival.
Képességei: Mivel ő a csapat legnagyobb tagja, és félelmetes ereje van, képes harcolni, kiütni, majd megkötözni az ellenséget. Ezenkívül képes berúgni az ajtókat, leugrani hihetetlen magasságokból, oszlopokra mászni és drótokon csüngeni. Jack a csapat második leggyorsabb futója, és óriási állóképességének köszönhetően ellenáll a véres sérüléseknek és lövéseknek, amelyek másokkal könnyedén végeznének. Előszeretettel használja halálos fegyverként a kését, vagy a csupasz kezét. Lopakodó-képességének és kezeinek köszönhetően a zöldsapkás egy igazi gyilkológép.

### „Duke” (Herceg) – „Sniper” (Mesterlövész)
- Valódi neve: Sir Francis T. Woolridge
- Születés ideje: 1909. március 21.
- Születés helye: Anglia, Sheffield

Francis egy nemes család leszármazottja. 1936-ban aranyérmet nyert lövészetben, a berlini olimpián. 1937-ben beállt a seregbe és 1937-től 1939-ig Indiában állomásozott, ahol kiváló lövésznek bizonyult. 1940-ben csatlakozott a kommandóhoz. Katonai kitüntetést kapott, miután egyetlen lövéssel megölte a német helyőrség parancsnokát Narvikban, több mint egy mérföld távolságból. Őt tartják a világ egyik legjobb mesterlövészének.
Karaktere: Francis nagyon tartózkodó társaival szemben, de kiváló lövész, aki különösen hatékony, ha rejtőzködni kell, vagy távoli lövéseket kell leadni.
Képességei: A mesterlövésznek korlátozott mennyiségű mesterlövésztölténye van, ezért nem érdemes ezeket pazarolni. Fő feladata, hogy megtisztítsa az utat az ellenségtől, még a társai előtt. Gyakran bújik romok, vagy más, fedezéket nyújtó tárgyak mögé, hogy onnan fedezze bajtársait. Ő is képes oszlopokra mászni. A mesterlövész a csapat orvosa, ha a Sofőr nem vesz részt a küldetésben.

### „Fins” (Uszony) – „Marine” (Tengerész)
- Valódi neve: James Blackwood
- Születés ideje: 1911. augusztus 3.
- Születés helye: Ausztrália, Melbourne

James egy oxfordi öregdiák és hajómérnök. Tagja volt az egyetem evezőcsapatának, amely megnyerte a világhírű, Oxford és Cambridge közti regattát, három egymást követő évben. Fantasztikus úszó, ő volt az első ember, aki fogadásból átúszta a La Manche csatornát. 1935-ben csatlakozott a haditengerészethez. 1936-ban kapitánnyá léptették elő, de két év múlva lefokozták őrmesterré egy kisebb incidens miatt, ugyanis kiruccant Hawaiira. A további apróbb problémák miatt a vezérkar döntés elé állította: vagy menesztik a tengerészettől, vagy csatlakozik a kommandóhoz, mint egyszerű katona. Az utóbbit választotta.
Karaktere: Blackwood alkohol problémákkal küzdött, de azóta már sikerült úrrá lennie ezeken. Szereti a szerencsejátékot is. Tengerész képességei miatt felbecsülhetetlen a tengerészeti műveleteket tartalmazó küldetésekben.
Képességei: A tengerész egy olyan szakember, aki arra lett kiképezve, hogy sikeresen végrehajtsa a vízi, vagy kétéltű támadáson alapuló küldetéseket. Szigonypuskája és búvárfelszerelése segítségével képes hosszú órákat víz alatt tölteni anélkül, hogy aggódnia kellene az oxigénellátás, vagy a találkozás veszélye miatt. A szárazföldön kiváló késdobó, valamint kampója segítségével könnyedén mászik épületekre, falakra vagy fákra.

### „Fireman” (Tűzoltó) – „Sapper” (utász)
- Valódi neve: Thomas Hancock
- Születés ideje: 1911. január 14.
- Születés helye: Anglia, Liverpool

Thomas 1933-ban tűzoltóként kezdett dolgozni szülővárosában, Liverpoolban. 1934-ben csatlakozott a robbanóanyag-részleghez. 1939-ben beállt a seregbe, majd a következő évben jelentkezett a kommandóba. A St. Nazaire-i akció során ő felelt a robbanóanyagokért, amelyek óriási veszteséget okoztak a német helyőrségnek. A küldetés során elfogták, de négy sikertelen szökési kísérlet után (két hónapon belül), végül sikerült visszatérnie Angliába.
Karaktere: Az utász kiemelkedően bátor az akciók során, de kicsit meggondolatlan. Hatalmas tudással és tapasztalattal rendelkezik a robbanószerek terén. Különleges képességei miatt szinte bármiből képes bombát készíteni. Valószínűleg ő a különítmény leglágyszívűbb tagja, és szeret néha beülni egy kellemes kocsmába.
Képességei: Hancock kiváló szakember, ha elő kell állítani, vagy el kell helyezni valamilyen robbanószert, legyen az időzített bomba, vagy akár távirányítású. A csapatban ő a felelős a széles körű pusztításokért. A hátizsákjában lévő kellékek mindig pompásak, de nehezek is, ami miatt meglehetősen lassan mozog. Olyan fegyverekkel tud bánni, mint például a páncélököl, vagy a lángszóró, de tudja kezelni az aknakeresőt is. Képes megtalálni és hatástalanítani az aknákat, majd később felhasználni azokat. Ezenkívül képes aknákat telepíteni az ellenséges területre, így az arra járó gyalogosok, vagy járművek számára maximális sérülést és zavart okoz.

### „Brooklyn” (Driver) – „Brooklyn” (Sofőr)
- Valódi neve: Samuel Perkins
- Születés ideje: 1910. április 4.
- Születés helye: USA, Brooklyn

Sam egy volt szélhámos, akit rablásért, betörésért és hasonló bűncselekmények miatt ítéltek el 1937-ben. Mielőtt elkezdte volna letölteni börtönbüntetését, sikerült Angliába szöknie és új személyazonosságot szereznie. Ekkor lett belőle Sid Perkins. Mikor az amerikai ügynökök követni kezdték, azonnal beállt a Brit Hadseregbe. Két évvel később már a Külügyi Hivatalnak dolgozott, ahol az ellenségtől lopott járműveket és fegyvereket tesztelte. 1941-ben, Perkins képességeit látva, Paddy Maine rábeszélte Samet, hogy csatlakozzon a kommandóhoz. Már az egyik korai küldetésén elpusztított nyolc német vadászgépet a dzsipjére szerelt géppuskával, majd mikor elfogyott a lőszere, további négyet tett tönkre autója segítségével. Ebben a küldetésben komoly égési sérüléseket szenvedett.
Karaktere: Perkinst nagyon bizalmatlan személynek tartják, éppen ezért nincs túl jó viszonyban társaival. Az a képessége, hogy szinte minden szárazföldi járművet el tud vezetni, vagy meg tud javítani, a különítmény értékes tagjává teszi.
Képességei: A sofőr elsődleges feladata a küldetésekben, hogy vezesse a különböző járműveket. Azokban a küldetésekben leghasznosabb, mikor a pályát valamilyen járművel kell elhagyni. A küldetések közben tudja használni a német lőállásokat, például a tüzérségi ágyúkat, vagy a telepített géppuskákat. Samnek van egy géppuskája is, mellyel sorozatokat ereszthet az ellenségbe. Igaz, a géppuskához csak 20 töltényt adnak, ezért meg kell gondolni mikor használjuk. Ezenkívül ő a csapat első számú orvosa is. A második részben már képes ő is különböző csapdákat készíteni, illetve különböző hajítható bombákat (pl: Molotov-koktél, füstgránát) csak ő tud kezelni.

### „Frenchy” (Spy) – „Franci” (Kém)
- Valódi neve: Rene Duchamp
- Születés ideje: 1911. november 20.
- Születés helye: Franciaország, Lyon

Duchamp 1934-ben csatlakozott a Francia Titkosszolgálathoz. 1935 és 1938 közt ő volt a berlini Francia Nagykövetség biztonsági főnöke. Az 1940-ben bekövetkező német megszállás után csatlakozott az Ellenálláshoz. Hamarosan kapcsolatba került a kommandóval, ahol "részmunkaidős" taggá vált. Azóta gyakran segít nekik a különleges küldetésekben. Részt vett már számos szabotázsakcióban, és ő a felelős legalább három vonat, tizennégy tank valamint több mint ötven további jármű elpusztításáért. A német seregről adott információi pedig sokat segítenek a Brit Titkosszolgálatnak.
Karaktere: Rene egy kedves személy, aki könnyen tud párbeszédbe elegyedni másokkal. Próbálja elrejteni nácigyűlöletét. A Titkosszolgálatnál tanult képességei miatt kiválóan tud kommunikálni az ellenséggel, vagy beszivárogni hozzájuk, de kiválóan tud szabotálni is. Született tehetsége van az utánzáshoz. A francián kívül folyékonyan beszél angolul, németül, oroszul és olaszul.
Képességei: Mivel öt nyelvet beszél folyékonyan, egy lopott egyenruha segítségével képes beszivárogni az ellenség közé, és elterelni a katonák figyelmét, vagy hamis parancsokat adni nekik. Támadásai során csendes és óvatos, megpróbál minimális erőszakot alkalmazni. Elsődleges fegyvere egy méreggel teli injekcióstű, mellyel csendesen le tud számolni az ellenséggel. Tudja cipelni a holttesteket, így elkerüli a riadókat. A Kém a csapat orvosa, ha sem a Sofőr, sem pedig a Mesterlövész nem vesz részt az akcióban.

### „Lupin” (Thief) – „Lupin” (Tolvaj)
- Valódi neve: Paul Toledo
- Születés ideje: 1916. március 1.
- Születés helye: Franciaország, Párizs

Paul később csatlakozott a kommandóhoz, mint a többiek. Párizs külvárosában nőtt fel, egy árvaházban. Tízévesen megszökött az árvaházból, majd beállt egy zsebtolvajbandába. Két évvel később (1928-ban) letartóztatták, és nevelőotthonba küldték. Amint idősebb lett, továbbra is a bűnözésnél maradt, és kiváló tolvajjá vált. 1940-ben ellopta Rene Duchamp bőröndjét, mert azt hitte, hogy egy német tiszté. Meglepődött, mikor fontos dokumentumokra bukkant a táskában, majd úgy döntött, hogy átadja a táskát a francia Ellenállásnak. Ezek után Rene javasolta neki, hogy csatlakozzon a kommandóhoz. Azóta is gyakran segít nekik.
Karaktere: A különítmény legkisebb és leggyorsabb tagjaként Lupin csöndes és óvatos. Hűsége miatt gyorsan összebarátkozott a csapattársaival. Apró teste miatt képes áthatolni az ellenséges vonalakon, olyan szűk helyeken, ahol mások képtelenek lennének erre. Számos harcművészetben jártas, valamint szeret odaosonni az ellenséges katonákhoz, és kizsebelni őket.
Képességei: Kis termetét könnyen ellensúlyozza a fürgesége, és képességei, melyekkel képes beférni kis helyekre, betörni házakba, oszlopokra vagy falakra mászni, drótokon lógni, rejtőzködni, zárakat feltörni valamint további "nindzsaszerű" mutatványa. Szerszámai segítségével akár a páncélszekrényeket is képes feltörni.

## Mellékszereplők

### „The Seductress” (Seductress) – „A Csábító” (Csábító)
Igazi Neve Natasha Van De Zand, de gyakran csak „Lips”-nek (Ajak) becézik. Natasha egy holland összekötő, aki először a Commandos: Beyond the Call of Dutyban tűnik fel.
Natasha elsődleges képessége, hogy eltereli az ellenség figyelmét. Ehhez természetes báját, csábos ruháit, és rúzsát használja. Jól tud bánni a mesterlövész-puskával, valamint szabadon járkálhat a katonák közt, de ha egy tiszt meglátja, akkor megtámadják.

### Whiskey (Dog) – Whiskey (Kutya)
Whiskey egy bull terrier, akit a Commandos 2: Men of Courage, The Night of the Wolves (Farkasok éjszakája) című pályáján találunk, haldokló gazdája mellett. Gazdája halála után a különítmény tagjai úgy döntenek, hogy gondját viselik a kutyának.
Whiskey tökéletesen használható, ha tárgyakat kell átvinni az egyik csapattagtól a másikig, ugyanis gyors és az ellenség nem támadja meg. Egy síp segítségével a kommandósok magukhoz tudják hívni a kutyát. Whiskey-t kiképezték arra is, hogy odaszaladjon az ellenséges katonákhoz, és hangos ugatásával elterelje azok figyelmét. A kutya nagy segítséget nyújt az Utásznak is, mert hamar kiszagolja az aknákat.
Whiskey általában szalad, de előfordul, hogy a kommandósok cipelik.

## Játékok
A sorozat öt részből áll. A játékok a megjelenés sorrendjében:

### Commandos: Behind Enemy Lines
A Commandos: Behind Enemy Lines (CBEL) 1998. július 1-jén jelent meg az Eidos Interactive gondozásában. A játékot a Pyro Studios készítette. A 26 küldetést (20 alap helyszín és 6 változó) tartalmazó játékot izometrikus nézetből játszhatjuk. A grafika gyönyörűen renderelt, a küldetések pedig könnyen eszünkbe juttathatnak régebbi könyveket, vagy filmeket. Ilyenek például:
- 3. küldetés – Backward Throttling (Kelletlen elfojtás): A gát felrobbantása a Navarone ágyúi 2. – Az új különítmény című filmet idézi.
- 4. küldetés – An Eye for an Eye (Szemet szemért): A német villa leszerelése (a Wehrmacht középvezetésének összezavarása céljából) a Piszkos Tizenkettő-höz hasonlít.
- 5. küldetés : A drótkötél-pálya a Kémek a sasfészekben-t juttathatja eszünkbe.
- 14. küldetés – D-Day Kickoff (D-napi kezdőrúgás): A parti ütegek felrobbantása a Navarone ágyúi-val hozható párhuzamba.
- 15. küldetés – End of the Butcher (A mészáros vége): A Piszkos Tizenkettő második részéhez hasonlítható.
- 18. küldetés – The Strength of Hazard (A kockázat ereje): A híd felrobbantása, Híd a Kwai folyón módra.

### Commandos: Beyond the Call of Duty
A Commandos: Beyond the Call of Duty új küldetéseket tartalmaz, külön játékba foglalva. A játék 1999. március 31-én jelent meg, szintén az Eidos Interactive gondozásában. Annak ellenére, hogy a játék rövidebb, mint a Commandos: Behind Enemy Lines, jóval nagyobb és nehezebb pályákat vonultat fel. A nyolc új küldetés különböző helyszíneken játszódik, például Krétán, vagy Jugoszláviában.

### Commandos 2: Men of Courage
Az új epizód 2001-ben jelent meg. Új 3d-s motorral, interaktívabb környezettel, új képességekkel, és új szereplőkkel tette élvezetesebbé a játékot. Elődeihez hasonlóan itt is találkozhatunk filmes utalásokkal, például a "Bridge Over the River Kwai" (Híd a Kwai folyón) vagy a "Saving Private Smith" (Smith közlegény megmentése) című pályákon. A második rész, még elődeinél is több dicséretet kapott, így nem meglepő, hogy az Egyesült Államokban és Európában is jók voltak az eladási mutatók. A kommandósok képességei is gyarapodtak. Testeket mozgathattak, robbanóanyagokkal bánhattak és minden szereplő megtanult autót vezetni (emiatt a harmadik részben már nem is szerepelt a Sofőr).
Új szereplőkkel is találkozhatunk ebben az epizódban. A Tolvaj Paul "Lupin" Toledo-val, Whiskey-vel, a kutyával, és a hajótörött tengerésszel, Wilsonnal.

### Commandos 3: Destination Berlin
A sorozat harmadik része 2003 októberében jelent meg. Ez volt az első játék a sorozatban, ami már teljesen 3d-s motort használt.

### Commandos: Strike Force
A játék 2006 első hónapjaiban jelent meg, és eléggé eltávolodott az elődeitől. Bár a küldetések hasonló jellegűek (különböző feladatok, melyek egyik részét lopakodással, másikat erőszakkal kell megoldani). Legtöbb esetben a játékos váltogathat a szereplők közt. Ez a sorozat első tagja, amelyet első személyű (tehát belső) nézetben játszhatunk, több második világháborús játékhoz hasonlóan. Ezért a játék sokkal inkább hasonlít a Medal of Honor, vagy Call of Duty című játékokra, mint saját elődeire.
Bár még korai bármilyen ítéletet mondani a játék sikeréről, de az eddigi tapasztalatok alapján főleg negatívumokat hallhattunk róla. Főleg a sorozat korábbi rajongói gondolják túl könnyűnek a játékot (az előző részek híresek voltak nehézségükről), valamint azt állítják, hogy nagyon hasonlít a többi FPS-hez, így a játékmenet sokkal akció-központúbb lett.
Másfelől viszont van egy kisebb csoport, akik szerint a játék vonzóbb, mint a sorozat korábbi részei. Jelenleg még nem tudjuk, hogy a Pyro Studios a sorozat folytatását tervezi-e, és ha igen, akkor ezen a vonalon halad-e tovább, vagy visszatér a taktikusabb játékmenethez.

## Érdekességek
A Commandos 2: Men of Courage-ban sok szereplő neve megváltozott. Például a Csábító, Natasha Van De Zand-ról Natasha Nikochevski-re, valamint a szülővárosa is Kijev lett. A Zöldsapkás Jack O'Hara neve Jerry McHale-lé változott és beceneve is 'Butcher' (Mészáros) helyett 'Tiny' (Apró) lett. Az utász beceneve 'Fireman'-ről (Tűzoltó) 'Inferno'-ra (Pokol) változott. valamint a kém beceneve is 'Spooky' (Kísértet) lett, a 'Frenchy' (Francia) helyett. A Commandos 3-ban viszont ismét az eredeti neveket használják.